# ريكاردو غيلين
ريكاردو غيلين (بالإسبانية: Ricardo Guillén)‏ مواليد 17 يونيو 1976، هو لاعب كرة سلة إسباني بدأ مسيرته الاحترافية في سنة 1994 ويحمل الرقم 4.

## فرق لعب لها
- سي بي غران كناريا

## روابط خارجية
- ريكاردو غيلين على موقع الاتحاد الدولي لكرة السلة (الإنجليزية)
- ريكاردو غيلين على موقع الدوري الإسباني لكرة السلة (الإسبانية)
- ريكاردو غيلين على موقع كرة السلة الأوروبية.كوم (الإنجليزية)
- ريكاردو غيلين على موقع ريلجم (الإنجليزية)
- ريكاردو غيلين على موقع بروبوليرز (الإنجليزية)
- ريكاردو غيلين على موقع سبورتس رفرنس (الإنجليزية)